# Suuremõisa (rzeka)
Suuremõisa – rzeka w Estonii, na Hiumie, w gminie Pühalepa o długości 16 km. Powierzchnia dorzecza wynosi 58,5 km². Wypływa niedaleko wsi Vilivalla, a wpada do zatoki Soonlepa.
W rzece występują okonie i szczupaki.